# GOOD 키타!/건강해질거야!
GOOD 키타!/건강해질거야!(GOODキター!/元気になリーヨ!)는 2010년 7월 14일 발매된 T-Pistonz+KMC 명의의 5번째 싱글이다. 닌텐도 DS 소프트웨어 이나즈마 일레븐 3의 주제가이다.

## 트랙리스트

### CD
1. GOOD 키타! (GOODキター!)
2. 건강해질거야! (元気になリーヨ!)
3. GOOD 키타! (GOODキター!) (Original Karaoke)
4. 건강해질거야! (元気になリーヨ!) (Original Karaoke)

### DVD (초회한정판)
1. GOOD 키타! (GOODキター!) (뮤직비디오)
2. GOOD 키타! (GOODキター!) (춤 샷 Ver.)